# Magnetoelektrický přístroj

Magnetoelektrický přístroj s otočnou cívkou

Magnetoelektrický (deprézský) měřící přístroj je typ elektromechanického zařízení využívaný na měření elektrických veličin - zejména elektrického proudu a napětí. Elektromechanické zařízení využívá ke svému chodu tepelných, dynamických nebo magnetických účinků elektrického proudu. Magnetoelektrický přístroj využívá magnetických účinků elektrického proudu.
Do otočné cívky (viz obrázek) je přiváděn elektrický proud, který vybudí okolo cívky magnetické pole. Protože se cívka nachází ve stabilním magnetickém poli permanentního magnetu, vznik nového magnetického pole indukovaného měřeným proudem způsobí nerovnováhu sil. Vzájemné působení obou magnetických polí se vyrovná natočením cívky. Na cívce je připevněna ručička, která po otočení cívky ukáže na příslušnou hodnotu proudu na ciferníku.
Takto je možné měřit pouze stejnosměrný proud nebo napětí. V případě měření střídavého signálu je nutné proud nejdříve usměrnit - v takovémto případě musí přístroj obsahovat navíc usměrňovač. U harmonických střídavých signálů měří přístroj jejich střední hodnotu, z níž lze v případě sinusového průběhu dopočítat efektivní hodnotu. Pokud není průběh střídavého harmonického proudu sinusový (na ten je stupnice kalibrovaná), nelze efektivní hodnotu signálu z naměřené střední hodnoty určit (výjimkou jsou průběhy, kde přepočtové vztahy známe - trojúhelník, obdélník, pila atd.)